# Gitega (stad)
Gitega (vroeger Kitega) is sinds 2019 de hoofdstad van het Centraal-Afrikaanse land Burundi, alsook van de gelijknamige provincie. Tot 2019 was Bujumbura de hoofdstad. Met 135.467 inwoners (2020) is Gitega de op een na grootste stad van het land.
Gitega ligt op 60 kilometer ten oosten van Bujumbura op ongeveer 1725 meter hoogte, aan de rivier de Luvironza (zijrivier van de Nijl). In maart 2007 verklaarde president Pierre Nkurunziza van plan te zijn de hoofdstad te willen verplaatsen van Bujumbura naar Gitega vanwege de meer centrale ligging in het land. Dit gebeurde op 22 december 2018.
Gitega is een belangrijk handelscentrum en wegenknooppunt. Tevens vormt Gitega een aartsbisdom. Er bevinden zich ook verschillende kayenda-heiligdommen, alsook het Nationaal Museum van Burundi. Het museum bevat een aanzienlijk aantal artefacten over de verschillende periodes in de geschiedenis van Burundi. De ibwami (adellijk hof) zetelt ook in Gitega. Tot het uitbreken van een etnisch conflict in 1972 vormde Gitega ook de zetel van de Burundese Tutsi-koningen.
In het centrum van Gitega stond lange tijd een massief grote boom op de plaats waarvan beweerd wordt dat het om het geografisch middelpunt van Burundi gaat. Hiervan was geen geografisch bewijs geleverd, maar het werd algemeen door de Burundezen aanvaard. Anno 2019 is de boom geveld en niet langer te zien.

## Geboren
- Ntare V (1947-1972), koning van Burundi